# تووت (مجلة)
مجلة تووت هي مجلة كويتية شهرية، تصدر عن مركز الشامية الذهبي للنشر والتوزيع. صدر العدد الأول منها في يونيو 2004م، القطع 22×29سم، ولا يوجد شعار للمجلة إلى أنه في الصفحة الثانية من العدد الأول إشارة إلى أنها نجم متميز يسطع في سماء المجلات العربية. ولا يوجد فهرس للعدد، لكن المجلة تعتمد على الاستربس. عدد صفحات الكرتون 27 صفحة من بين 52 صفحة ملونة، ومطبوعة على ورق فاخر خاصة الغلاف. تكتسي المجلة بروح الفكاهة، والتجديد والمغامرات كما تعتمد على نشر قصص قصيرة بشكل محدود. ونشرت في العدد الأول مساهمات القراء تحت عنوان «ريشة» كما تعتمد على الابتسامات والتسالي. تعتمد المجلة على الإعلانات، فهناك إعلانات من المجلة نفسها وأخرى عن سامبو للأطفال، سعر المجلة في القاهرة خمسة جنيهات، ليست على الغلاف أي إشارات إلى مواد العدد، وتم توزيع ساعة ورقية على العدد الأول.

## فريق العمل
رئيس مجلس الإدارة ورئيس التحرير: علية علي الجابر، رئيس التحرير التنفيذي عطية الدرديري، مدير التحرير أحمد العباسي، المستشار الفني: نجيب فرح.

### المؤلفون
- سوسن شعراوي
- أحمد العباسي
- ياسر حماية
- جمال قاسم
- صبحي شحاتة
- وليد هلال
- محمد علي ماهر
- عطية الدرديري

### الرسامون
- نجيب فرح
- حاتم فتحي
- عمرو طلعت
- خالد عبد العزيز
- نهى سلامة
- هاني صالح
- أشرف عبد العظيم
- مروة كامل
- شريف السباعي
- خالد عبد العاطي
- باسم صلاح الدين

- دكتور سوكا
- ريما والدبور
- بنسة المخترع
- سامبا
- هاري
- مخلوف
- مروان
- أبو صنارة

## الأبواب
- قوة
- عدة حجة
- الكويت
- ابتسامات
- ألغاز
- ولله الأسماء الحسنى
- ماذا يحدث لدي